# پارک ایالتی کاتالینا
پارک ایالتی کاتالینا (به انگلیسی: Catalina State Park) یک پارک ایالتی در ایالت آریزونا است که در مجاورت جنگل ملی کورونادو و دامنه‌های غربی کوه‌های سانتا کاتالینا قرار دارد. ارتفاع این پارک ۳٬۰۰۰ فوت (۹۱۰ متر) است و وسعت آن ۲٬۲۲۳ هکتار می‌باشد که مدیریت آن توسط آژانس پارک‌های ایالتی آریزونا که زیر مجموعه سازمان جنگل‌داری ایالات متحده آمریکا است، اداره می‌شود. این پارک دارای مسیرهای متعدد پیاده‌گردی و کوله‌گردی می‌باشد.